# Pauhunri
Der Pauhunri ist ein Berg im Himalaya an der Grenze zwischen Sikkim in Indien und Tibet in China.
Der Pauhunri hat eine Höhe von 7128 m. Er liegt im östlichen Himalaya-Hauptkamm im Nordosten von Sikkim. Der Berg liegt auf einem in Nord-Süd-Richtung verlaufenden Gebirgskamm, der die Wasserscheide zwischen dem Oberlauf des Brahmaputra und der Tista, die in den Unterlauf des Brahmaputra mündet, bildet. Die Ostflanke des Pauhunri liegt in Tibet und wird zum tibetischen See Duoqing Co hin entwässert. Die in Sikkim gelegene Westflanke des Pauhunri bildet dagegen das Quellgebiet des Lachen Chu, dem rechten Quellfluss der Tista.
Der Pauhunri wurde am 14. Juni 1911 von dem schottischen Alpinisten Alexander Mitchell Kellas und zwei Sherpas erstbestiegen und war, wie man später feststellte, zwischen 1910 und 1928 der höchste bestiegene Gipfel. Die Aufstiegsroute führte von der tibetischen Seite her über die Nordostwand zum Gipfel.